# オイランヤドカリ
オイランヤドカリ（学名：Dardanus lagpodes）は、巻貝などの貝殻を利用するヤドカリ類の一種で、甲長30mm弱になる中型種。

## 形態
2本の眼柄は長く、鉗脚や歩脚には剛毛が密生する。鉗脚は左右同形もしくは、左側が大きい。

## 分布
紀伊半島以南の亜熱帯西太平洋からインド洋に広く分布する。

## 生態
潮間帯下部から潮下帯にかけての岩礁や転石帯、砂礫帯などに生息し、砂地では移動中の個体を観察できる程度で稀。静岡県内浦では死んだサンゴ骨格が広がるサンゴ砂礫地でマガキガイの殻を利用した個体群が確認されている。
雌雄異体、抱卵期は夏とされる。
本種には色彩的な2型（黒色型・赤色型）が知られているが、これらが同種かどうかについては詳細な検討が必要。